# 樊崇
樊崇（？—27年），字细君，号尤徕三老，山东琅邪（今山东诸城）人，公元18年，在莒县集合饥民百余人起义，後到泰山郡尤徠山聚居，稱為尤徕军、也称作赤眉軍。
公元25年，刘秀击败其他势力，称帝洛阳。当赤眉军引兵试图进入长安时，与东汉政权产生了严重矛盾。此时刘秀在新安、宜阳屯驻重兵，预先切断了赤眉军的归路。建武三年（27年）初，赤眉军被冯异打败，折向东南，又在宜阳陷入重兵包围，最后粮尽力竭，被迫投降刘秀。同年夏，樊崇、逄安再次发动叛乱，旋即被镇压诛杀。